# Droga krajowa nr 56 (Polska)
Droga krajowa nr 56 (DK56) – droga krajowa klasy G o długości ok. 20 km, leżąca na obszarze województwa kujawsko-pomorskiego. Trasa ta łączy DK5 z DK25 na północ od Bydgoszczy.
Położony w lesie fragment drogi na południe od wsi Stary Jasiniec stanowił niegdyś drogowy odcinek lotniskowy; w latach 90. wylądował tu awaryjnie samolot z wojewodą bydgoskim Wiesławem Olszewskim. W 2009 dokonano zawężenia drogi na tym odcinku, kosztem 130 tys. zł frezując nawierzchnię na nadmiarowej powierzchni, wykorzystywanej dotąd do nielegalnych wyścigów, m.in. motocyklowych.
Znajdujący się w ciągu drogi most na Zalewie Koronowskim między Tuszynami a leśniczówką Wilcze Gardło powstał w 1957 r..

## Dopuszczalny nacisk na oś
Od 13 marca 2021 roku na całej długości drogi dopuszczalny jest ruch pojazdów o nacisku pojedynczej osi napędowej do 11,5 tony z wyjątkiem określonych miejsc oznaczonych znakiem zakazu B-19.

### Do 13 marca 2021
Wcześniej droga krajowa nr 56 była objęta ograniczeniami dopuszczalnego nacisku pojedynczej osi
| Znak | Dopuszczalny nacisk | Odcinek                            |
| ---- | ------------------- | ---------------------------------- |
| DK56 | do 8 ton            | Koronowo – Kotomierz – Trzeciewiec |

## Historia numeracji
Na przestrzeni lat trasa posiadała różne oznaczenia i klasyfikacje:
| Numer | Kategoria     | Przebieg drogi         | Lata obowiązywania | Źródło | Uwagi                                                                 |
| --- | ------------- | ---------------------- | ------------------ | --- | --------------------------------------------------------------------- |
| Nieznana numeracja drogi przed 1986 rokiem – na ówcześnie wydawanych mapach i atlasach samochodowych trasa była oznaczana jako „droga drugorzędna” i „droga inna” (lokalna) |               |                        |                    | |                                                                       |
| 243 | droga krajowa | Koronowo – Trzeciewiec | 14 II 1986 – 2000  | - Uchwała nr 192 Rady Ministrów z dnia 2 grudnia 1985 r. w sprawie zaliczenia dróg do kategorii dróg krajowych (M.P. z 1986 r. nr 3, poz. 16) - Polska: Atlas samochodowy 1:300 000. Wyd. pierwsze. Warszawa: Polskie Przedsiębiorstwo Wydawnictw Kartograficznych, 1992. ISBN 83-7000-080-0. Brak numerów stron w książce - Polska: mapa samochodowa 1:700 000, wyd. 1, Szczecin: Wydawnictwo Kartograficzne KOMPAS, 1996–1997, ISBN 83-904373-2-5. Brak numerów stron w książce - Polska: mapa samochodowa 1:700 000, wyd. II Zmienione i poprawione, Szczecin: Wydawnictwo Kartograficzne KOMPAS, 1997–1998, ISBN 83-904373-3-3. Brak numerów stron w książce - Rozporządzenie Rady Ministrów z dnia 15 grudnia 1998 r. w sprawie ustalenia wykazu dróg krajowych i wojewódzkich (Dz.U. z 1998 r. nr 160, poz. 1071) - Polska: mapa samochodowa z podziałem administracyjnym 1:700 000, wyd. V Zmienione, poprawione i uaktualnione, Szczecin: Wydawnictwo Kartograficzne KOMPAS, 1999–2000, ISBN 83-904373-7-6. Brak numerów stron w książce | dozwolony ruch ciężki – dopuszczalny nacisk na oś do 10 ton           |
| 56 | droga krajowa | Koronowo – Trzeciewiec | od 2000            | - Zarządzenie nr 6 Generalnego Dyrektora Dróg Publicznych z dnia 9 maja 2000 r. w sprawie nowych numerów dróg krajowych [online], Rzeczpospolita, 4 lipca 2000. - Polska: autoatlas 1:300 000, Autoatlas opracowano dla potrzeb Polskiego Koncernu Naftowego ORLEN Spółka Akcyjna, Warszawa: ABW Sp. z o.o., 2001, ISBN 83-915542-0-1. Brak numerów stron w książce - Polska: mapa samochodowa z podziałem administracyjnym 1:700 000, wyd. XII Zmienione, poprawione i uaktualnione, Szczecin: Wydawnictwo Kartograficzne KOMPAS, 2004–2005, ISBN 83-904373-7-6. Brak numerów stron w książce - Polska: mapa samochodowa 1:700 000, wyd. II Zmienione i poprawione, Szczecin: Wydawnictwo Kartograficzne KOMPAS, 1997–1998, ISBN 83-904373-3-3. Brak numerów stron w książce - Polska 2016: mapa samochodowa 1:700 000, wyd. XXVII, Dom Wydawniczy PWN, 2016, ISBN 978-83-7705-942-5. Brak numerów stron w książce - Atlas samochodowy Polski 1:200 000 dla profesjonalistów. Wyd. IX. Warszawa: Dom Wydawniczy PWN, 2017. ISBN 978-83-7705-978-4. Brak numerów stron w książce - Polska 2020/2021: mapa samochodowa 1:700 000, Grupa PWN, 2020, ISBN 978-83-65808-36-3. Brak numerów stron w książce | • zobacz informacje dla ruchu ciężkiego • wyodrębniona z drogi nr 243 |

## Miejscowości leżące na trasie DK56
- Koronowo (DK25)
- Kotomierz
- Trzeciewiec (DK5)